# IC 5255
IC 5255 ist ein inexistentes Objekt, welches der Astronom Edward Barnard während seiner Beobachtung fälschlich als IC-Objekt beschrieb.